# Oligonychus campestris
Oligonychus campestris är en spindeldjursart som beskrevs av Meyer 1987. Oligonychus campestris ingår i släktet Oligonychus och familjen Tetranychidae. Inga underarter finns listade i Catalogue of Life.